# سیارک ۱۳۵۷۹
سیارک ۱۳۵۷۹ (به انگلیسی: 13579 Allodd، نامگذاری:1993NA2) سیزده هزار و پانصد و هفتاد و نهمین سیارک کشف شده‌است که در ۱۲ ژوئیه ۱۹۹۳ کشف شد.
قدر مطلق سیارک برابر ۱۳٫۶۰ است.